# Sparkassen-Versicherung Sachsen

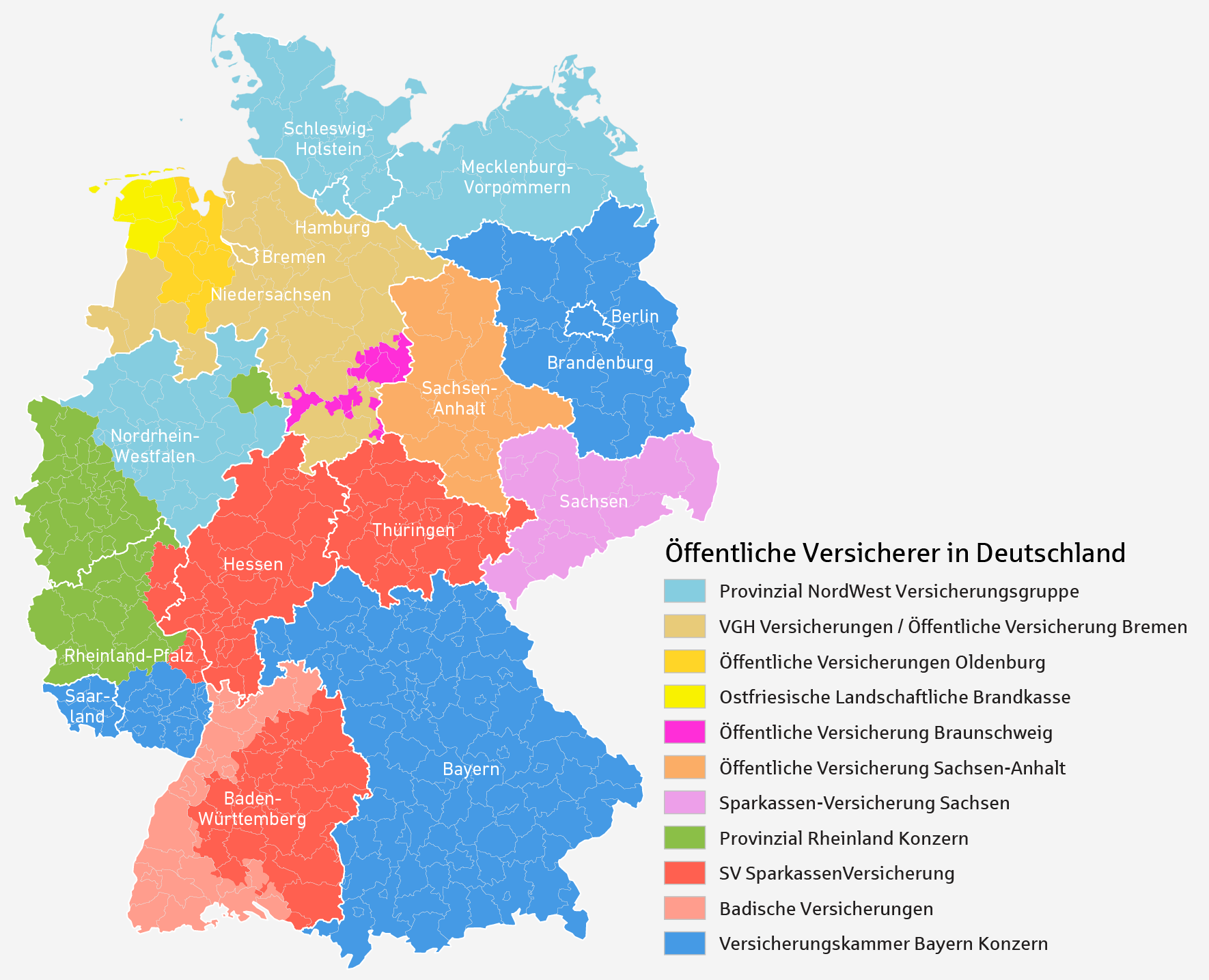
Geschäftsgebiete der Öffentlichen Versicherer in Deutschland

Die Sparkassen-Versicherung Sachsen ist eine öffentliche Versicherung mit Sitz in Dresden. Sie wurde 1992 gegründet.
Unter dem Dach der S.V. Holding AG leisten zwei nicht-börsennotierte Aktiengesellschaften das operative Versicherungsgeschäft: Sparkassen-Versicherung Sachsen Allgemeine Versicherung AG (SAS) und Sparkassen-Versicherung Sachsen Lebensversicherung AG (SLS).
Das Geschäftsgebiet umfasst den Freistaat Sachsen. Die Sparkassen-Versicherung Sachsen kooperiert vor Ort mit den sächsischen Sparkassen.
Die Sparkassen-Versicherung Sachsen gehört zur Sparkassen-Finanzgruppe.
Aktionäre des Unternehmens sind – über Beteiligungsgesellschaften – die sächsischen Sparkassen sowie die süddeutschen Versicherungsgesellschaften Bayern-Versicherung AG (München) und SV SparkassenVersicherung.

## Geschichte
Um 1700 errichteten Dresdner Bürger eine Feuerkasse als Urform einer Versicherung für Sachsen. Als eigentlicher Begründer der ersten öffentlichen Versicherung Sachsens gilt August der Starke. Er vergab am 5. April 1729 das „Mandat wegen Errichtung einer Allgemeinen Brand-Casse“. Die „Brand-Casse“ sollte dafür sorgen, dass Sachsens Bürger durch die Urgewalten Feuer, Wasser und Wetter nicht verarmen.
1919 gründeten Sachsens Sparkassen die „Öffentliche Lebensversicherungsanstalt der sächsischen Sparkassen“ (ÖVA). Vom damaligen Präsidenten des Sächsischen Sparkassen- und Giroverbandes Christian Eberle stammt die auch heute erfolgreiche „Allfinanz“-Idee, Sparen und Versichern gemeinsam anzubieten. Bis zum Zweiten Weltkrieg entwickelte sich die ÖVA Sachsen zum größten öffentlichen Lebensversicherer Deutschlands.
1945 untersagte die Sowjetische Militäradministration (SMAD) das private Versicherungswesen. Die Versicherungen wurden auf die neu geschaffene Monopol-Anstalt – später Staatliche Versicherung der DDR – übertragen.
1992 gründeten die sächsischen Sparkassen gemeinsam mit den öffentlichen Versicherern Bayerns und Baden-Württembergs die Sparkassen-Versicherung Sachsen und belebten damit die alte Tradition neu.
1998 wurde die architektonisch bemerkenswerte Unternehmenszentrale in Dresden-Kaditz an der Adresse An der Flutrinne 12 eingeweiht.

## Geschäft

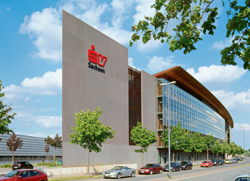
Unternehmenszentrale in Dresden-Kaditz, „An der Flutrinne“

Betrieben wird das Erstversicherungsgeschäft für die Versicherungszweige Lebensversicherungen und Kompositversicherungen. Die übrigen Versicherungszweige werden über Kooperationspartner angeboten.
Die Produktpalette umfasst damit alle Versicherungsprodukte zur Absicherung privater Risiken mit dem Ziel, Einkommen, Vermögen und Eigentum zu sichern. Dazu gehören Altersvorsorge, Familienvorsorge, Berufsunfähigkeit, Krankheit, Unfall, Vermögenswerte für KFZ, Haushalt und Haus sowie Haftpflicht.
Den Firmen des Freistaates bietet die Sparkassen-Versicherung Sachsen umfassende Absicherungsmöglichkeiten ihrer gewerblichen Risiken, um ihre Erträge, Kapital und ihre Substanz schützen zu können. Dazu zählen gewerbliche Sachversicherungen, Betriebshaftpflicht-Versicherungen, Kreditversicherungen sowie die Betriebsunterbrechungsversicherung. Weiterhin werden Lösungen für die Betriebliche Altersvorsorge sowie spezielle Angebote für den kommunalen Bedarf angeboten.
Im Jahr 2017 bestanden bei der Sparkassen-Versicherung Sachsen ca. 1,24 Millionen Verträge, davon ca. 45 % Lebensversicherungsverträge. Die Beitragseinnahmen beliefen sich 2017 auf 750 Mio. EUR.
Bei der Sparkassen-Versicherung Sachsen sind ca. 820 Mitarbeiter beschäftigt, jeweils zu etwa gleichen Teilen im Außen- und im Innendienst.

## Partner
Die Sparkassen-Versicherung Sachsen arbeitet zur Gewährleistung des Vorsorgeangebots auf Spezialgebieten mit folgenden Partnern aus der Gruppe der öffentlichen Versicherer zusammen:
- ÖRAG-Rechtsschutzversicherungs-AG
- UKV Union Krankenversicherung AG
- URV Union Reiseversicherung AG
- SV SparkassenVersicherung AG
- S-PensionsManagement GmbH
- ÖBAV Servicegesellschaft